# Château de Serravalle
Les ruines du château de Serravalle se trouvent dans la commune du même nom, sur un éperon rocheux se dressant dans la Valle di Blenio.
Les origines du château sont encore obscures. Le premier édifice construit en ce lieu remonte probablement à l'époque carolingienne, la première mention écrite datant de 1162, alors que le seigneur de Blenio, Alcherio da Torre, en avait le contrôle. Alcherio soutenait la cause de l'empereur Frédéric Barberousse, qui le nomma avoué de la vallée pour mieux contrôler la route d'accès au col du Lukmanier. En 1182, les habitants des vallées de Blenio et Leventina signèrent un pacte d'alliance appelé Patto di Torre, pour déposséder le seigneur du château, lequel fut assiégé. Artusio da Torre, fils d’Alchiero, dut se rendre. Le château fut rasé comme les autres manoirs des vallées avoisinantes. Au début du XIIIe siècle, Rodolfo de Orelli s'installa à Biasca comme vicaire. Sa famille reconstruisit le château et en fit sa résidence. Entretemps, les Visconti contrôlent Milan et aussi, de ce fait, les trois vallées ambrosiennes. Deux siècles plus tard, les seigneurs de Milan cédèrent le château à la famille Pepoli de Bologne. Selon la tradition populaire, le nouveau seigneur fut assassiné dans une embuscade et le château fut détruit une deuxième fois.

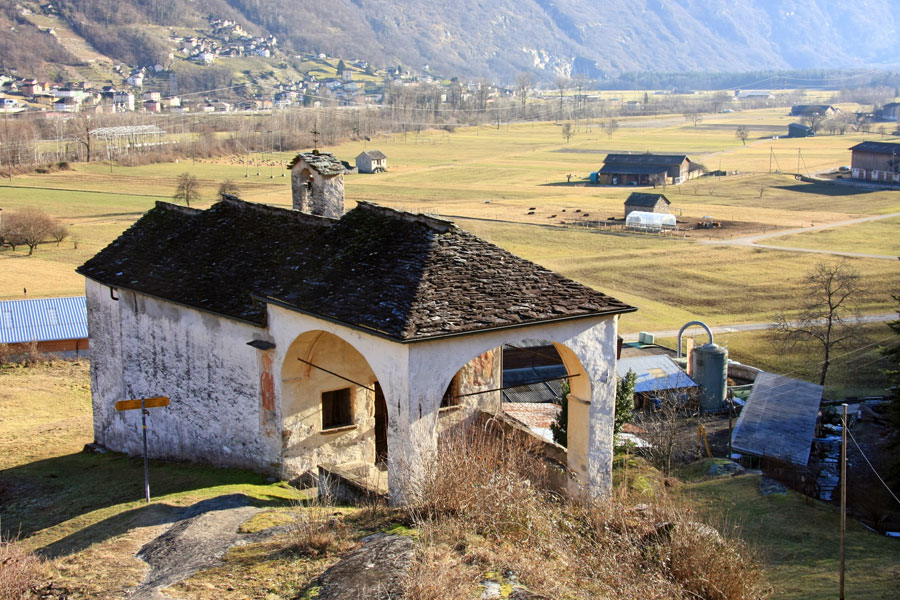
Église de Santa Maria del Castello

Le fort tomba en ruine et fut abandonné, à l’exception de la petite église de Santa Maria del Castello, située au sud et en contrebas du château. L'édifice actuel date du XVIe siècle. Le chœur présente de superbes fresques de Giovanni Batista Tarilli (1587). Précédemment, le sanctuaire était dédié à saint Martin et était déjà mentionné en 1339. Les premières recherches archéologiques furent effectuées dans les années 1928-1930, époque à laquelle les murs furent consolidés. De nouveaux travaux de restauration ont été entrepris au début du XXIe siècle, accompagnés de fouilles archéologiques qui ont mis au jour de nouvelles pièces, notamment des fragments de verre et de céramique et une fresque, ce qui prouve que le site n’était pas seulement de nature défensive, mais était réellement habité. Les flèches et carreaux d’arbalète qui y ont été trouvés ainsi que des traces évidentes d’incendie indiquent que le château a été pris et détruit par la force.